# Љу Јуси
Љу Јуси (772 — 842) је био кинески песник, филозоф, и есејист, током Танг династије. Био је пријатељ Бај Ђујија, а неке његове песме су имали ритам народних песама.

## Живот
Љу Јуси је рођен у Јуојангу у Хенану. Године 791. положио је највише царске испите и током живота службовао широм Кине. Касније је, због својих политичких веза, пао у немилост, смењен је са положаја и упућен за помоћника поглавара у Лангџоу.